# Eustrangalis viridipennis
Eustrangalis viridipennis är en skalbaggsart som beskrevs av J. Linsley Gressitt 1935. Eustrangalis viridipennis ingår i släktet Eustrangalis och familjen långhorningar.
Artens utbredningsområde är Taiwan. Inga underarter finns listade i Catalogue of Life.